# کینگچوان
کینگچوان (به لاتین: Qingchuan County) یک شهرستان در جمهوری خلق چین است که در گوانگیوان واقع شده‌است.

## خصوصیات
کینگچوان ۳٬۲۷۱ کیلومترمربع مساحت و ۲۴۸٬۰۰۰ نفر جمعیت دارد.